# アベル・グンバ

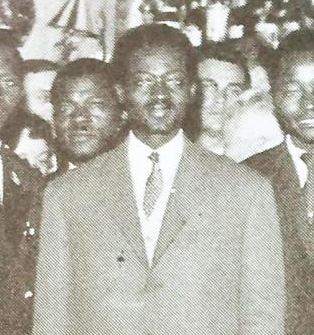
アベル・グンバ

アベル・ヌゲンデ・グンバ(Abel Nguéndé Goumba、1926年9月18日 - 2009年5月11日)は、中央アフリカ共和国の政治家。1950年代に独立運動の指導者として自治政府に参加したのちは野党の道を歩み、1981年、1993年、1999年、2005年の4回の大統領選挙に立候補してすべて落選した。進歩愛国戦線の党首であり、フランソワ・ボジゼ政権の下では政権に参画して2003年3月から12月までは首相に、12月から2005年3月までは副大統領を務めた。

## 生涯
グンバは1926年9月18日にフランス領ウバンギ・シャリ中央部のワカ州グリマミで生まれた。彼は医師資格を取得すると、首都バンギにて医師となった。バルテレミー・ボガンダが独立運動を開始するとそれに参加し、重きをなした。1957年5月から1958年7月までは植民地協議会の副会長を務め、7月から12月までは会長を務めた。ボガンダが飛行機事故によって急逝すると、グンバはダヴィド・ダッコとの政争に敗北し、野党のリーダーとなったが、ダッコが一党制を導入したため1960年から1980年までフランスへと亡命を余儀なくされた。亡命中、彼は世界保健機関に勤め、1970年代にはベナンやルワンダへと赴任した。ルワンダ駐在中に妻のアンヌ＝マリーと結婚している。
1980年にジャン＝ベデル・ボカサ皇帝が追放され、ダッコが復権すると、大統領選挙の実行を約束。これに応え、グンバは中央アフリカへと帰国した。1981年の大統領選挙ではグンバの得票は2%未満だった。同年、アンドレ・コリンバがクーデターを起こし、1982年8月には反政府活動の廉でグンバは逮捕されている。
1993年にコリンバ政権が自由選挙を約束すると、グンバは再び大統領に立候補したが、46%の得票でアンジュ＝フェリクス・パタセに惜敗した。1999年の選挙にも立候補したものの、6%の得票で、パタセ、コリンバ、ダッコに次ぐ4位の得票に終わった。
2003年3月15日にフランソワ・ボジゼがクーデターを起こすと彼はグンバに協力を要請し、グンバは3月23日にこれを承諾、3月31日に首相に就任した。この政府はボジゼとグンバの妥協の産物であり、要職はボジゼ派によって独占されていた。グンバは2003年11月基本政策を国家暫定協議会に提出したものの拒否され、12月12日に改定案を提出する予定であったが、その前日の11日に首相を解任され、副大統領となった。
2005年の大統領選挙にもグンバは出馬したが、勝利するとは最初から考えられていなかった。得票の2.51%しか取れず、落選した。2005年3月14日、グンバの党を含む野党各党は大統領選挙に不正があったと訴えたが、翌日グンバは副大統領を解任された。政府のスポークスマンは副大統領の解任は事前からの予定であったとし、グンバの民主化プロセスへの貢献を賞賛したが、これに対しグンバは解任のことを事前に知らされておらず、ラジオの報道によって初めて知ったと嫌悪感を表明した。グンバは同時に行われた議会選挙にも立候補していたが、こちらも落選した。しかし同時に立候補していた妻のアンヌ＝マリーは当選した。
2006年3月5日、グンバの息子であるアレクサンドル・グンバが進歩愛国戦線の党首に就任した。2009年5月11日、グンバはバンギの病院にて82歳で死去した。